# La trưởng
La trưởng là một cung thể trưởng dựa trên nốt La (A), bao gồm các nốt sau La, Si, Đô♯, Rê, Mi, Fa♯, Sol♯ và La. Bộ khóa của nó có 3 dấu thăng.
Cung thể tương đương (relative key) với nó là cung Fa thăng thứ và cung thể cùng bậc (parallel key) với nó là cung La thứ. La trưởng là cung duy nhất có hợp âm Neapolitan ở {\displaystyle {\hat {2}}} đòi hỏi có giáng bất thường.
Trong các tác phẩm âm nhạc, La trưởng không được sử dụng nhiều như Rê trưởng hay Sol trưởng. Bản Giao hưởng số 7 của Beethoven, Giao hưởng số 6 của Bruckner và Giao hưởng số 4 của Mendelssohn đã có một danh sách gần như hoàn chỉnh các bản giao hưởng có sử dụng cung này trong thời kỳ âm nhạc lãng mạn. Bản Concerto cho đàn Clarinet của Mozart và Clarinet Quintet cũng đều được viết ở cung La trưởng.
Trong âm nhạc thính phòng, La trưởng được sử dụng thường xuyên hơn. Cả Brahms và Franck đều viết các bản sonata cho violon ở cung La trưởng.
Theo lời của Christian Friedrich Daniel Schubart, La trưởng là một cung thể phù hợp cho "tuyên ngôn của tình yêu trong trắng,... sự hy vọng được nhìn thấy người yêu dấu một lần nữa trong buổi chia tay; niềm hân hoan của tuổi trẻ và niềm tin vào chúa" (declarations of innocent love,... hope of seeing one's beloved again when parting; youthful cheerfulness and trust in God).
Trong dàn nhạc chơi cung này, bộ trống thường được chơi cách một quãng 5 cho La và Mi, hơn là quãng 4 như phần lớn các cung thể khác.

## Những bài hát nổi tiếng sử dụng cung này
- Happy New Year - ABBA
- Is This The Way To Amarillo - Neil Sedaka/Howard Greenfield
- Stand By Me - Ben E. King
- It's My Party - Lesley Gore
- Dancing Queen - ABBA
- City of Blinding Lights - U2
- Tears In Heaven - Eric Clapton
- Country Roads. Take Me home - John Denver
- I Will Always Love You - Dolly Parton
- Bohemian Rhapsody- Queen
- A Summer Song - Chad & Jeremy
- Rock Around the Clock - Bill Haley
- River Flows In You - Yiruma
- Sô nát số 11 cung la trưởng K331-Mozart(chương III là Hành Khúc Thổ Nhĩ Kì-Turkish March nổi tiếng)
- Tribute - Yanni.